# Johann I. (Frankreich)

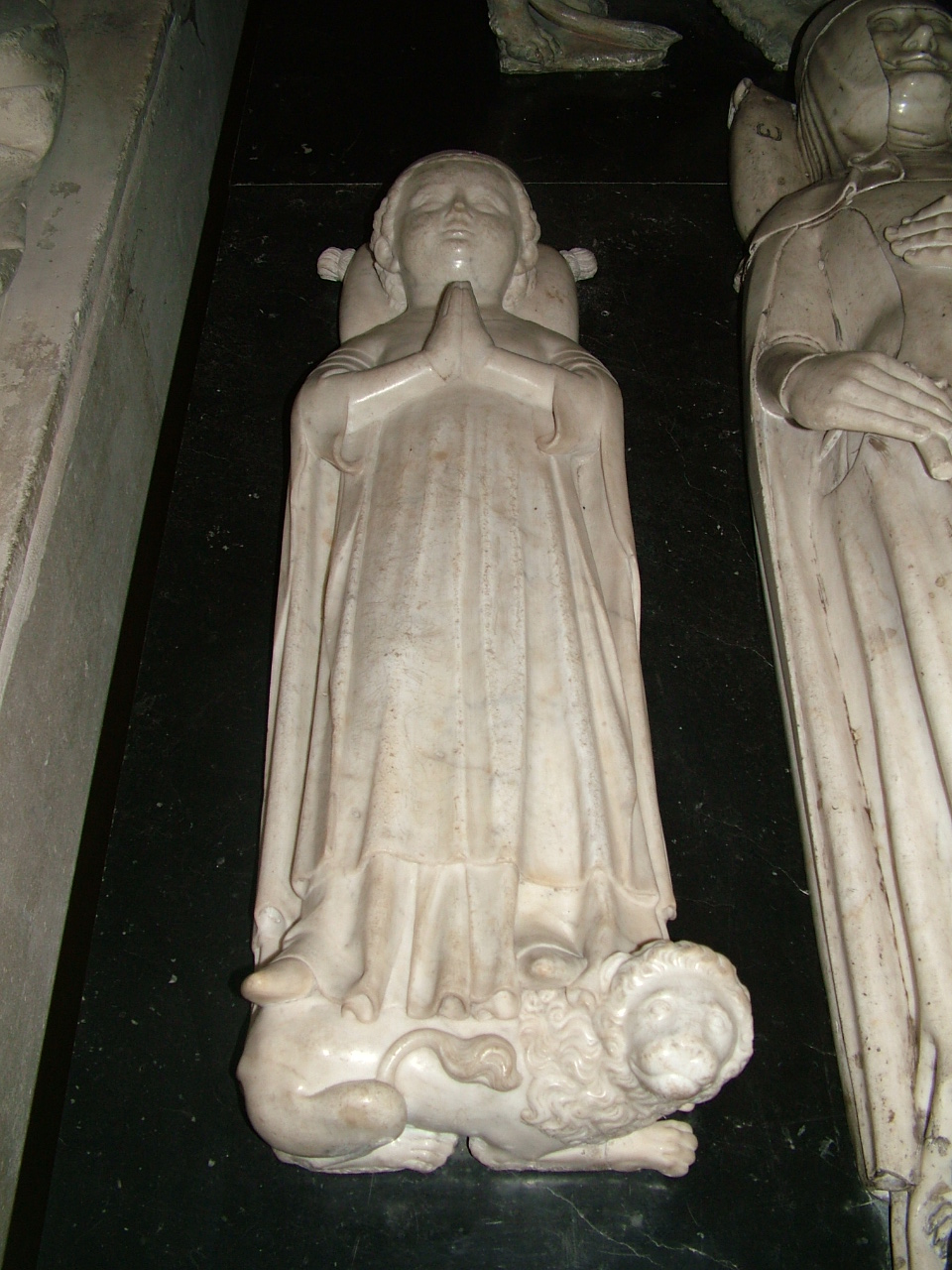
Grab König Johanns I. in der Basilika Saint-Denis

Johann I. der Posthume, französisch Jean Ier le Posthume; (* 15. November 1316; † 19. November 1316) war der einzige Sohn von Ludwig X. von Frankreich und dessen zweiter Gemahlin Klementine von Ungarn, und daher kurzzeitig König von Frankreich.

## Leben
Johanns Vater verstarb schon im Juni des Jahres 1316, so dass man von einer posthumen Geburt spricht. Als einziger Sohn Ludwigs war Johann der Thronerbe, allerdings starb er nur wenige Tage nach seiner Geburt. In der Erbfolge folgte nun die vierjährige Johanna, die aber wegen Zweifeln an der Vaterschaft Ludwigs (vgl. Tour de Nesle) ausgeschlossen wurde (sie wurde später als Königin von Navarra anerkannt). Neuer König wurde Ludwigs Bruder Philipp, der seit dessen Tod im Sommer die Regentschaft ausübte.
Philipp ließ sogleich das Salische Erbrecht – nach dem Frauen generell von der Erbfolge ausgeschlossen waren – bestätigen, um sich gegen spätere Ansprüche Johannas abzusichern. Nach Philipps Tod (1322) und dem Aussterben der männlichen Linie der Kapetinger mit Philipps und Ludwigs jüngerem Bruder Karl (1328) beschwor der Streit um die Erbfolge zwischen den Häusern Valois und Plantagenet den Hundertjährigen Krieg Frankreichs mit England herauf.
Zur Zeit Johanns II. tauchte ein Mann auf, der behauptete, Johann I. zu sein, da er als Baby ausgetauscht worden sei und so ein fremdes Kind an seiner Stelle einem Mordanschlag zum Opfer gefallen wäre. Er scharte einige Anhänger um sich, die eher dem alten Geschlecht der Kapetinger folgen oder einfach zum eigenen Zweck die noch junge und unsichere Herrschaft der Valois gefährden wollten. Der Aufstand wurde allerdings schnell niedergeworfen.
Johann wurde in der Grablege der französischen Könige beerdigt, der Basilika Saint-Denis. Bei der Plünderung der Königsgräber von Saint-Denis während der Französischen Revolution wurde sein Grab am 18. Oktober 1793 geöffnet und geplündert, seine Überreste wurden in einem Massengrab außerhalb der Kirche beerdigt.